# Saison 2016 de l'équipe cycliste Topsport Vlaanderen-Baloise
La saison 2016 de l'équipe cycliste Topsport Vlaanderen-Baloise est la vingt-troisième de cette équipe.

## Préparation de la saison 2016

### Arrivées et départs
| Arrivées         | Équipe 2015      |
| ---------------- | ---------------- |
| Aimé De Gendt    | EFC-Etixx        |
| Maxime Farazijn  | EFC-Etixx        |
| Ruben Pols       | Lotto-Soudal U23 |
| Dries Van Gestel | Lotto-Soudal U23 |
| Kenneth Van Rooy | Lotto-Soudal U23 |

| Départs              | Équipe 2016            |
| -------------------- | ---------------------- |
| Victor Campenaerts   | Lotto NL-Jumbo         |
| Pieter Jacobs        | Crelan-Vastgoedservice |
| Oliver Naesen        | IAM                    |
| Edward Theuns        | Trek-Segafredo         |
| Arthur Vanoverberghe | ?                      |
| Jelle Wallays        | Lotto-Soudal           |

## Coureurs et encadrement technique

### Effectif

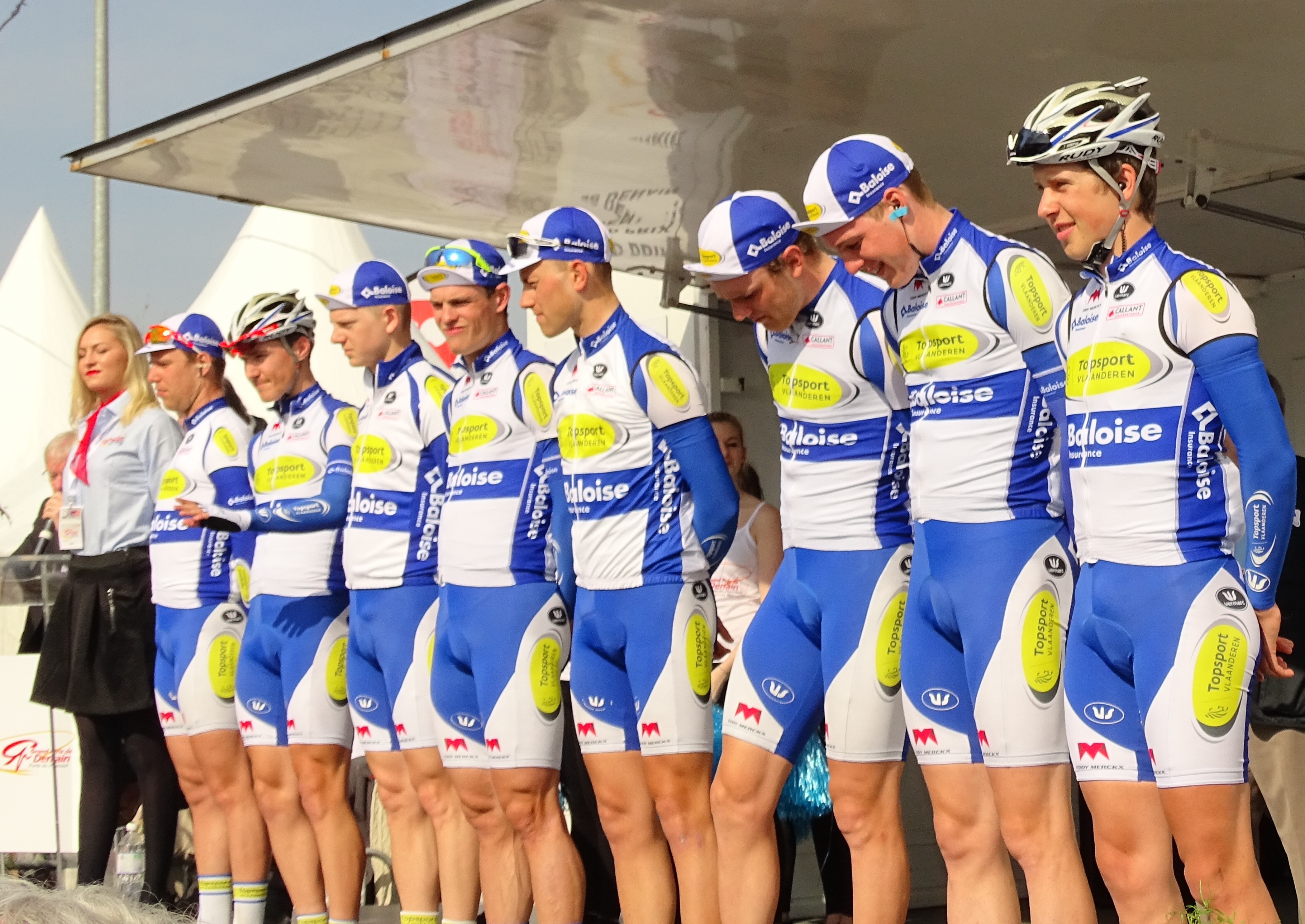
L'équipe lors du Grand Prix de Denain.

| Effectif 2016                                               | Effectif 2016     | Effectif 2016 | Effectif 2016                                 |
| Cycliste                                                    | Date de naissance | Pays          | Équipe précédente                             |
| ----------------------------------------------------------- | ----------------- | ------------- | --------------------------------------------- |
| Amaury Capiot                                               | 25 juin 1993      | Belgique      | Lotto-Belisol U23 (2014)                      |
| Aimé De Gendt                                               | 17 juin 1994      | Belgique      | EFC-Etixx (2015)                              |
| Kenny De Ketele                                             | 5 juin 1985       | Belgique      | Davitamon-Win For Life-Jong Vlaanderen (2007) |
| Moreno De Pauw                                              | 12 août 1991      | Belgique      | Rock Werchter (2013)                          |
| Floris De Tier                                              | 20 janvier 1992   | Belgique      | EFC-Omega Pharma-Quick Step (2014)            |
| Tim Declercq                                                | 21 mars 1989      | Belgique      | Soenens-Construkt Glas (2011)                 |
| Maxime Farazijn                                             | 2 juin 1994       | Belgique      | EFC-Etixx (2015)                              |
| Sander Helven                                               | 30 mai 1990       | Belgique      | Ovyta-Eijssen-Acrog (2012)                    |
| Eliot Lietaer                                               | 15 août 1990      | Belgique      | EFC-Quick Step (2011)                         |
| Ruben Pols                                                  | 3 novembre 1994   | Belgique      | Lotto-Soudal U23 (2015)                       |
| Jonas Rickaert                                              | 7 février 1994    | Belgique      | Ovyta-Eijssen-Acrog (2013)                    |
| Jarl Salomein                                               | 27 janvier 1989   | Belgique      | Beveren 2000 (2010)                           |
| Thomas Sprengers                                            | 5 février 1990    | Belgique      | Lotto-Belisol U23 (2012)                      |
| Stijn Steels                                                | 21 août 1989      | Belgique      | Crelan-Euphony (2013)                         |
| Dries Van Gestel                                            | 30 septembre 1994 | Belgique      | Lotto-Soudal U23 (2015)                       |
| Preben Van Hecke                                            | 9 juillet 1982    | Belgique      | Predictor-Lotto (2007)                        |
| Gijs Van Hoecke                                             | 12 novembre 1991  | Belgique      | Omega Pharma-Lotto Davo (2011)                |
| Bert Van Lerberghe                                          | 29 septembre 1992 | Belgique      | EFC-Omega Pharma-Quick Step (2014)            |
| Jef Van Meirhaeghe                                          | 21 janvier 1992   | Belgique      | Lotto-Belisol U23 (2014)                      |
| Kenneth Van Rooy                                            | 8 octobre 1993    | Belgique      | Lotto-Soudal U23 (2015)                       |
| Pieter Vanspeybrouck                                        | 10 février 1987   | Belgique      | Quick Step-Beveren 2000 (2007)                |
| Otto Vergaerde                                              | 15 juillet 1994   | Belgique      | Ovyta-Eijssen-Acrog (2013)                    |
| Jens Wallays                                                | 15 septembre 1992 | Belgique      | EFC-Omega Pharma-Quick Step (2014)            |
|                                                             |                   |               |                                               |
| Sources : ProCyclingStats Cycling Quotient Cycling Archives |                   |               |                                               |

Portraits
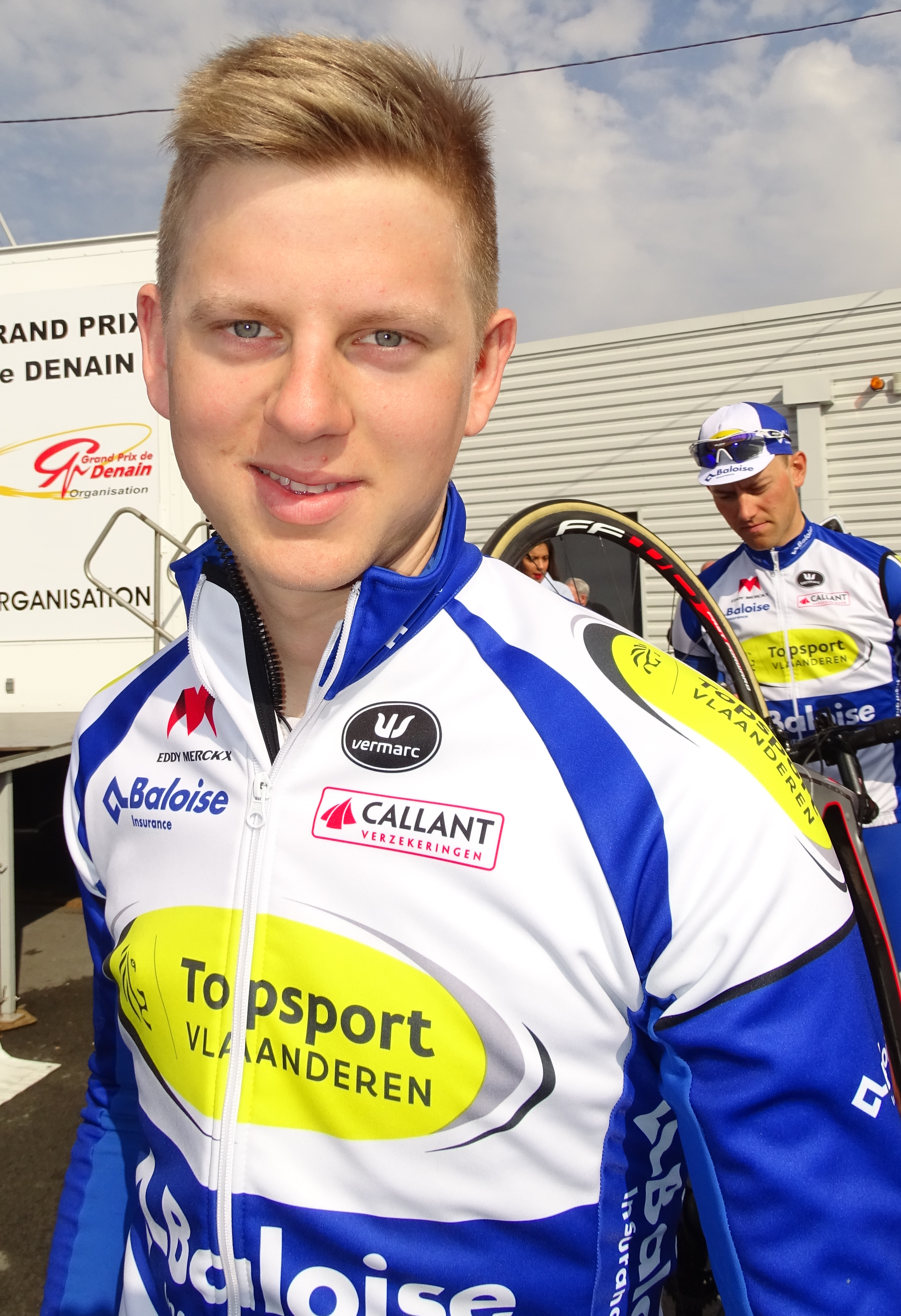
Aimé De Gendt.
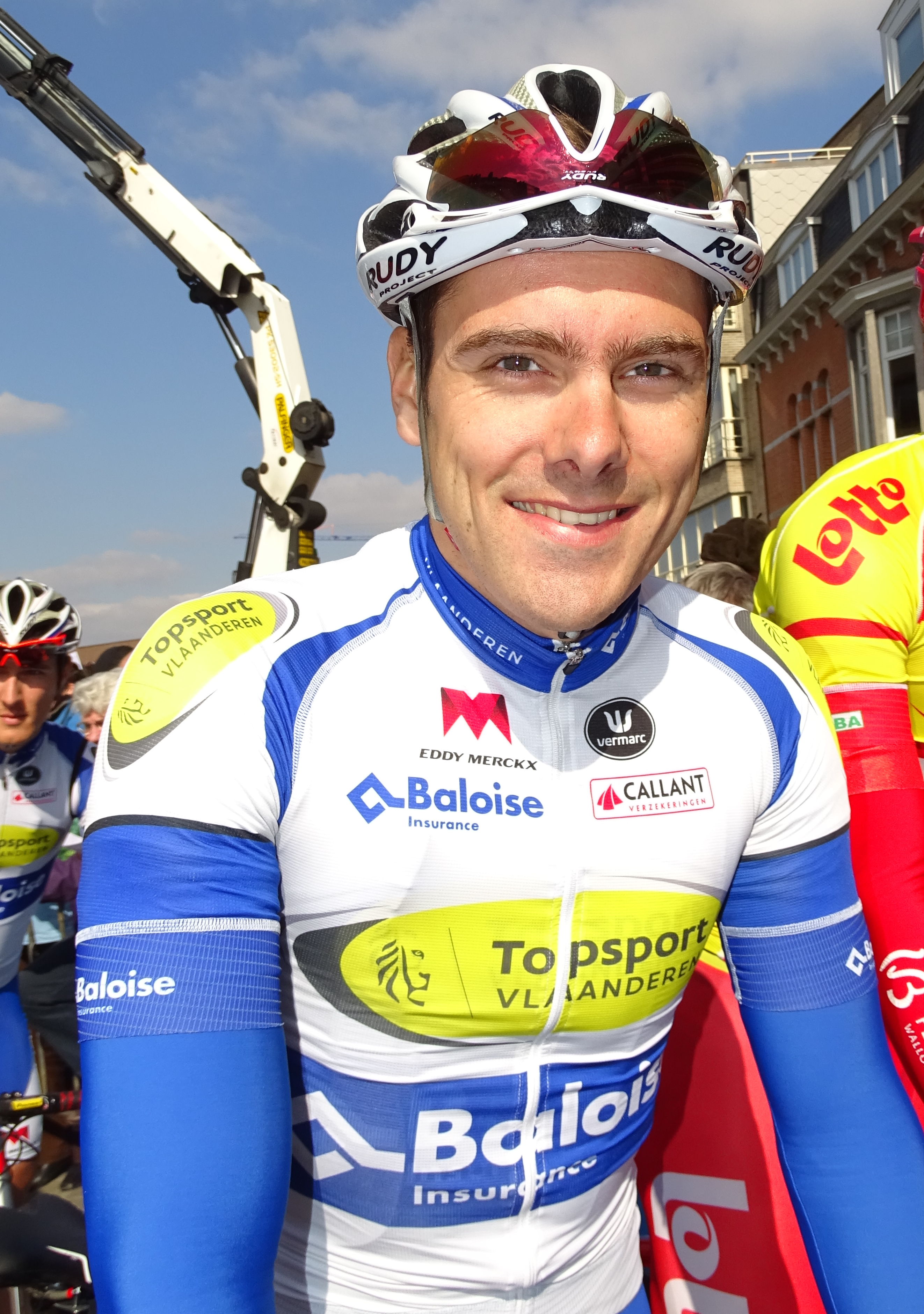
Kenny De Ketele.
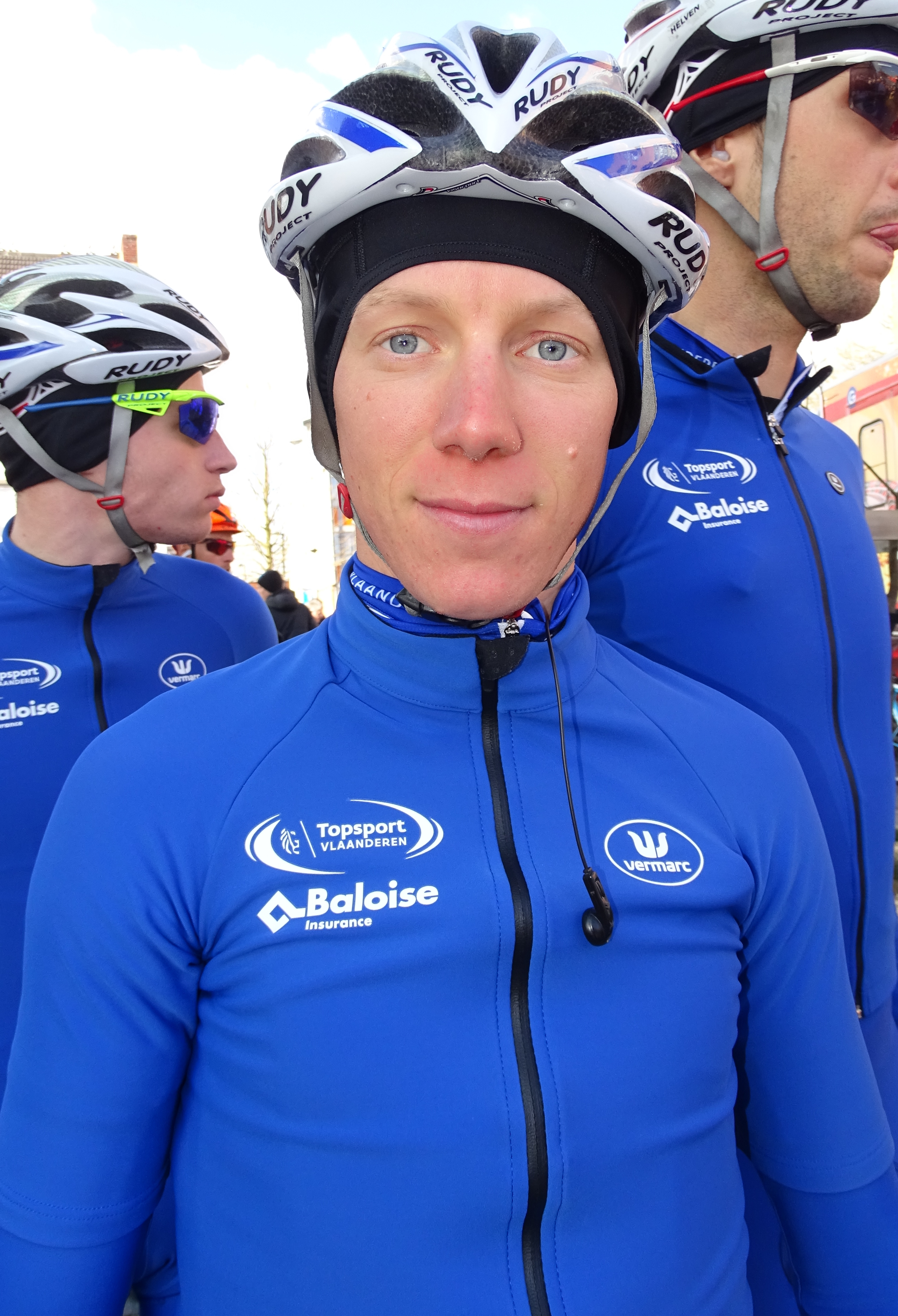
Floris De Tier.
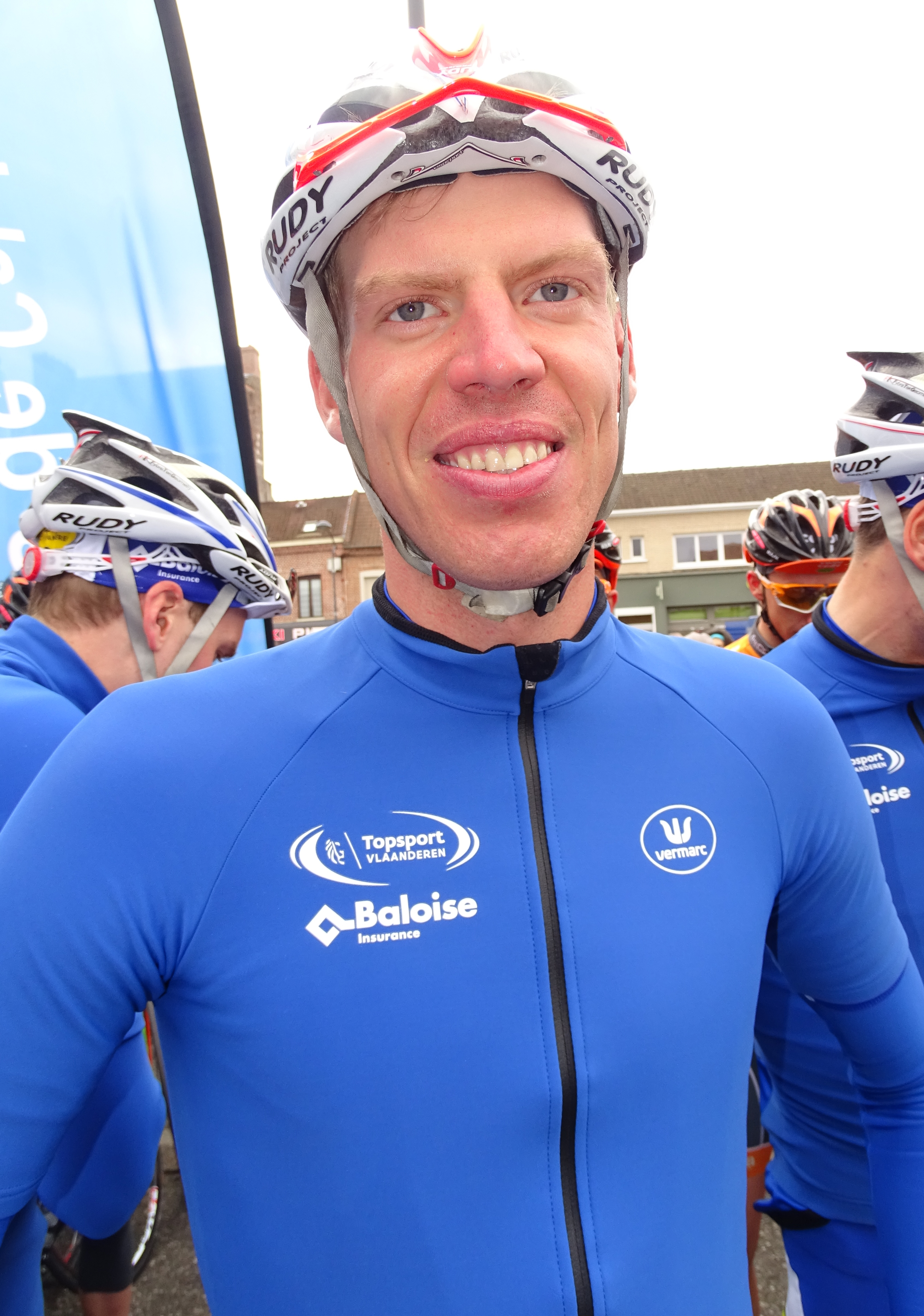
Tim Declercq.
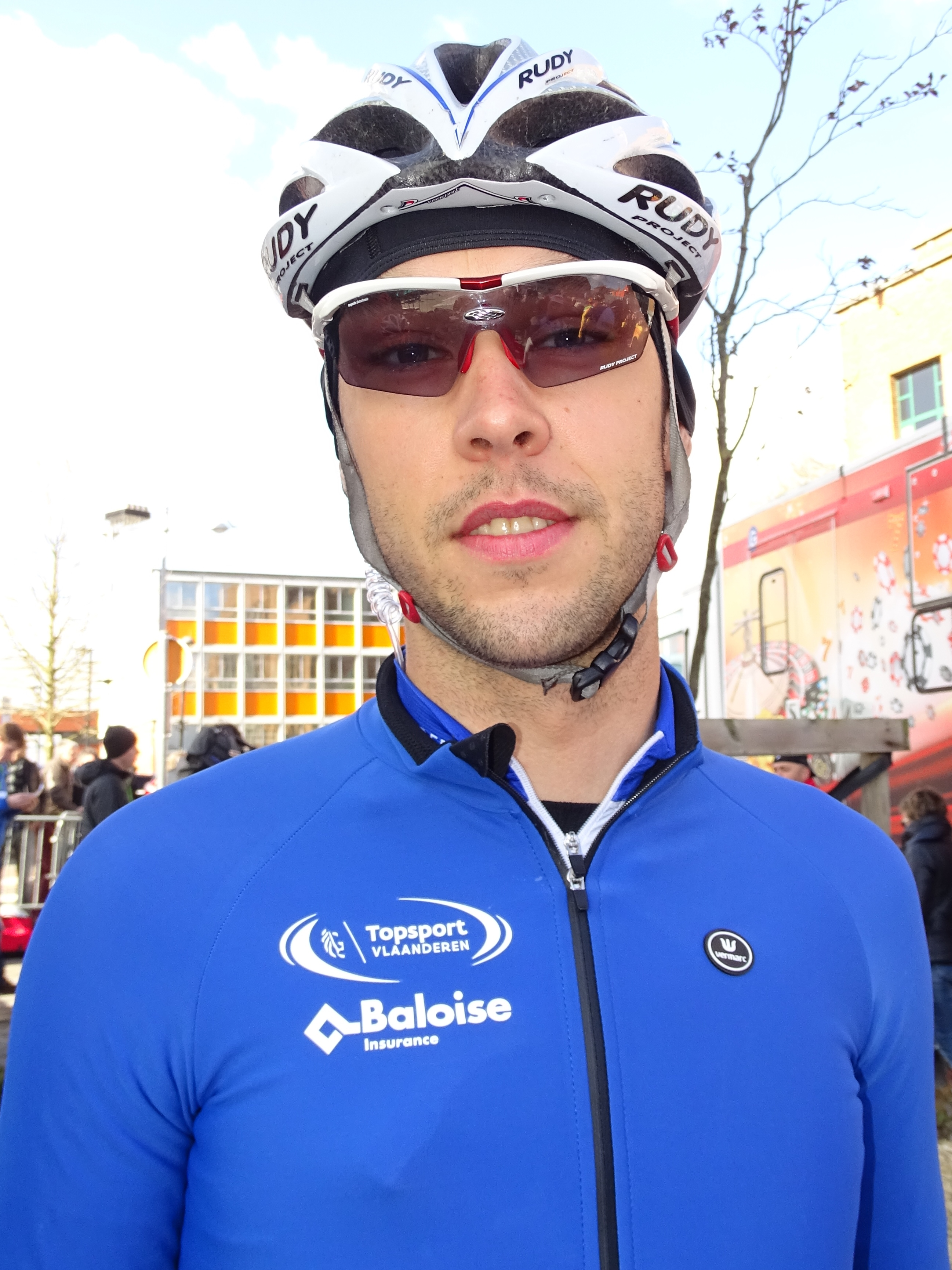
Sander Helven.
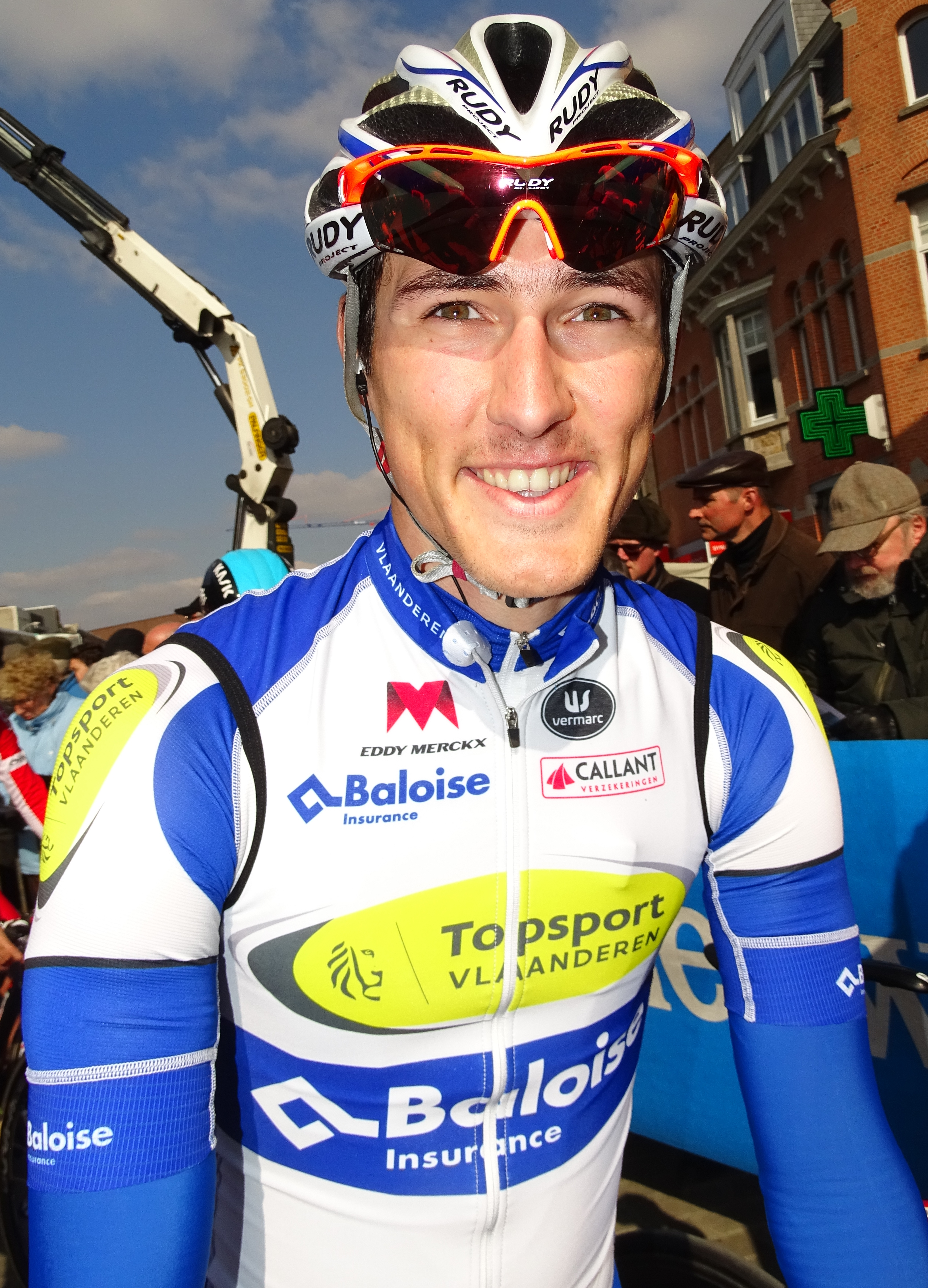
Ruben Pols.
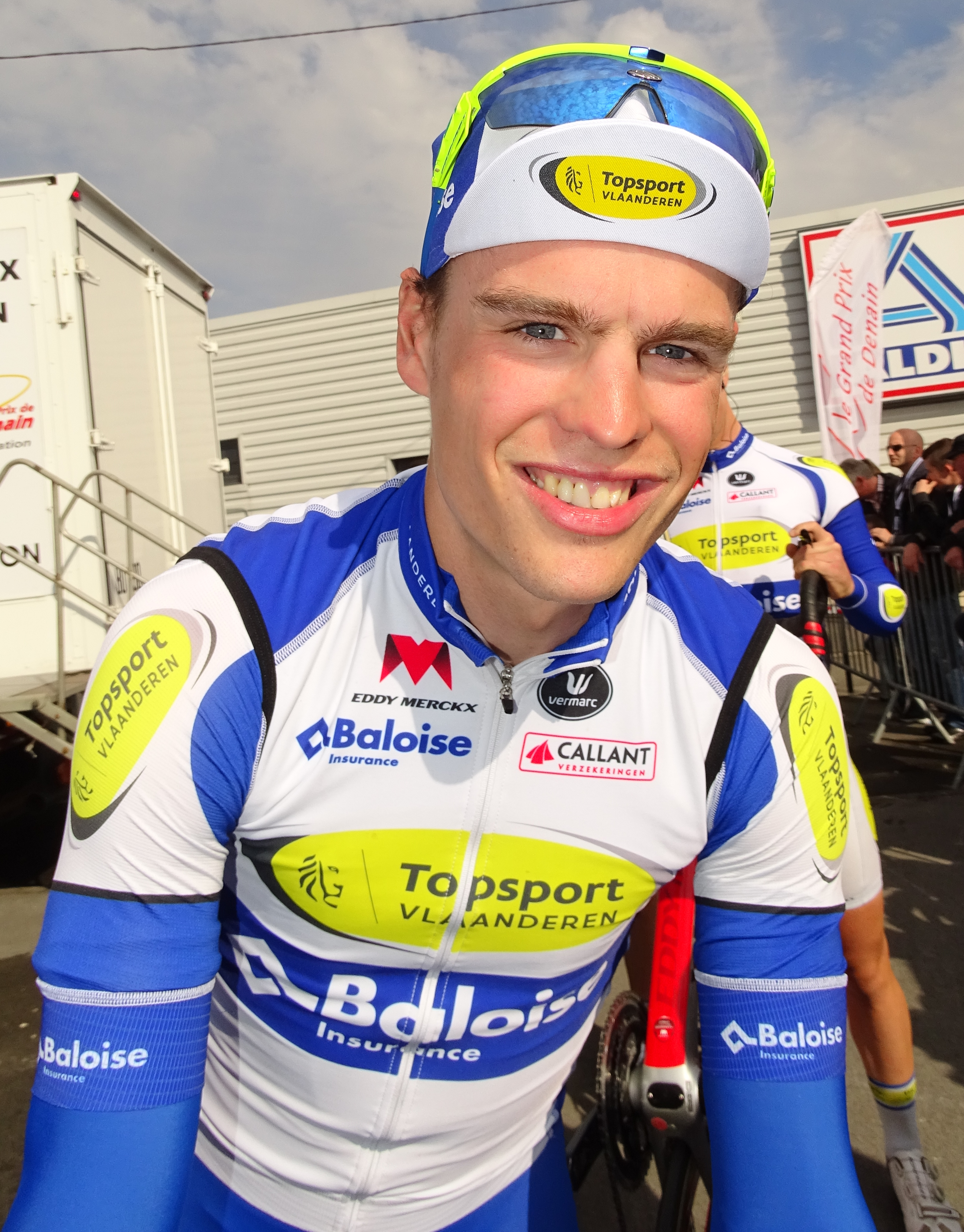
Stijn Steels.
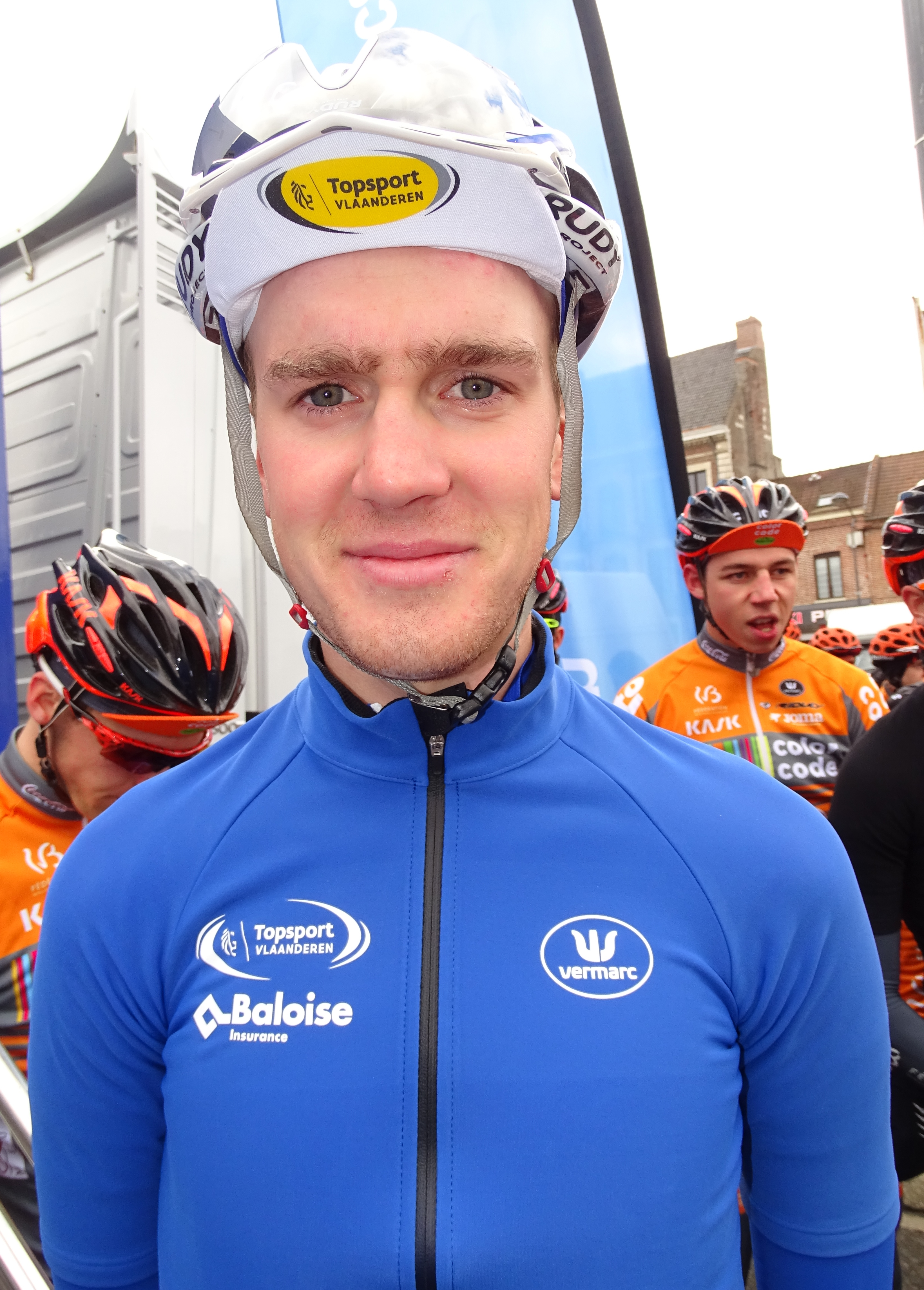
Dries Van Gestel.
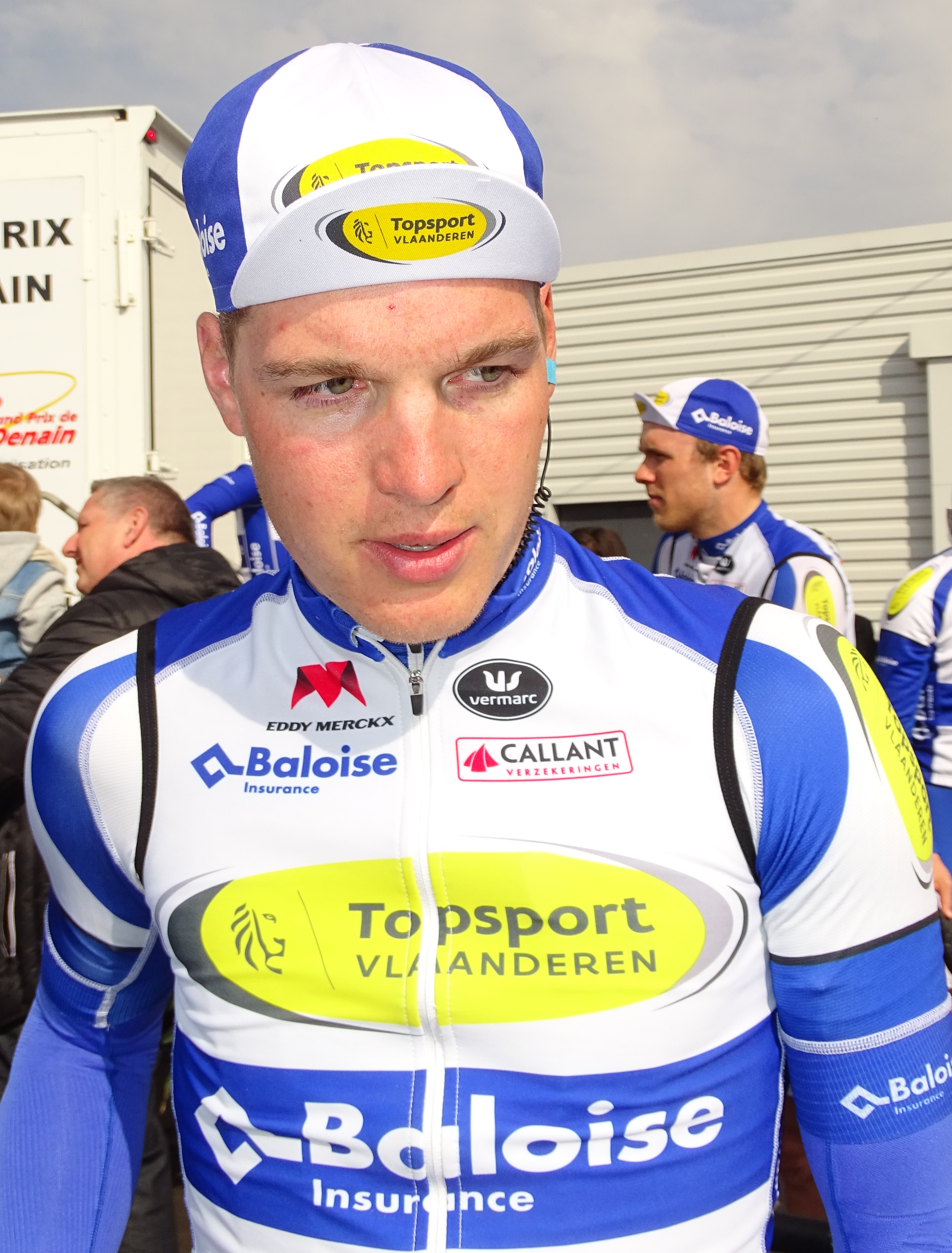
Gijs Van Hoecke.
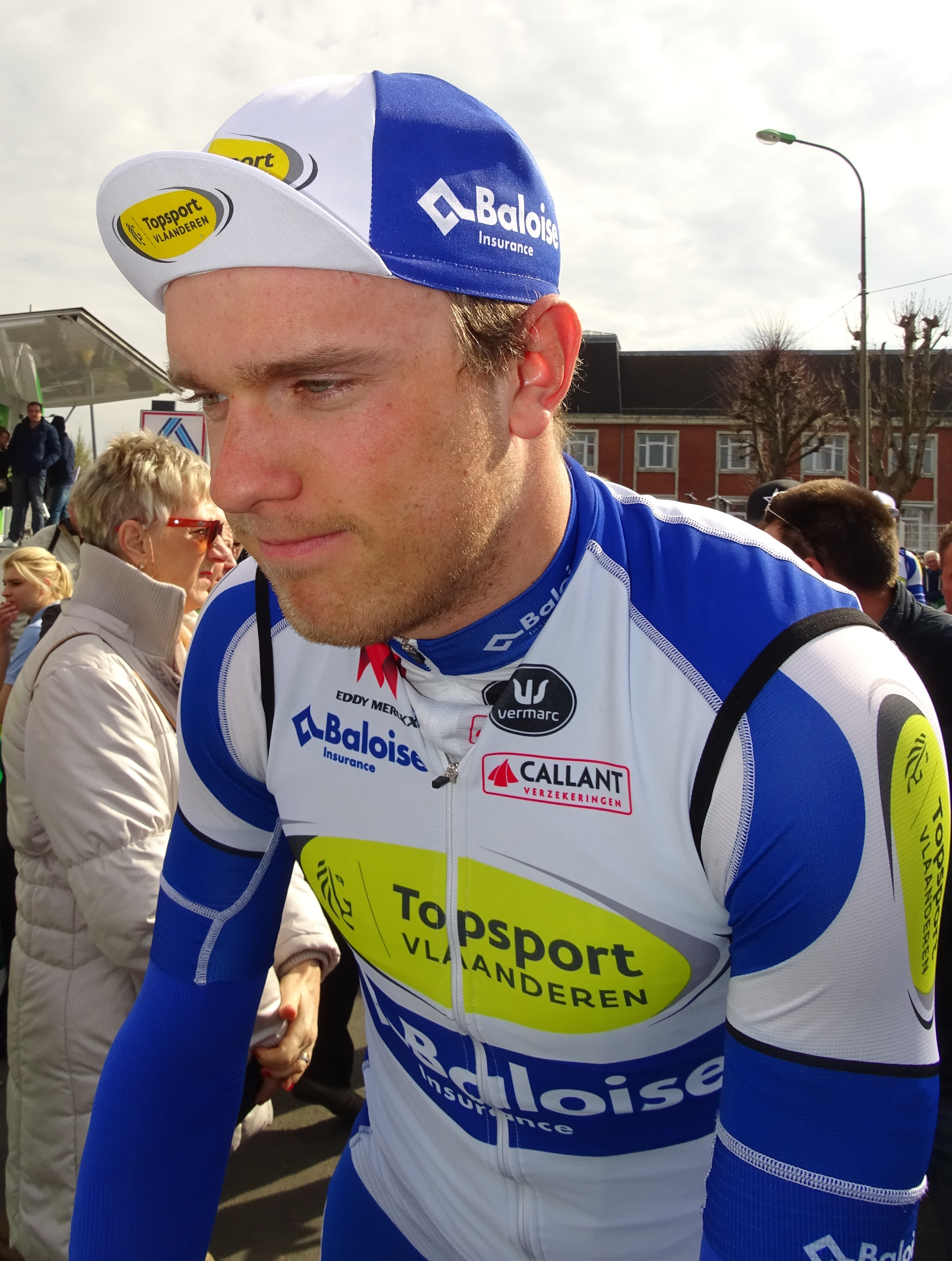
Bert Van Lerberghe.
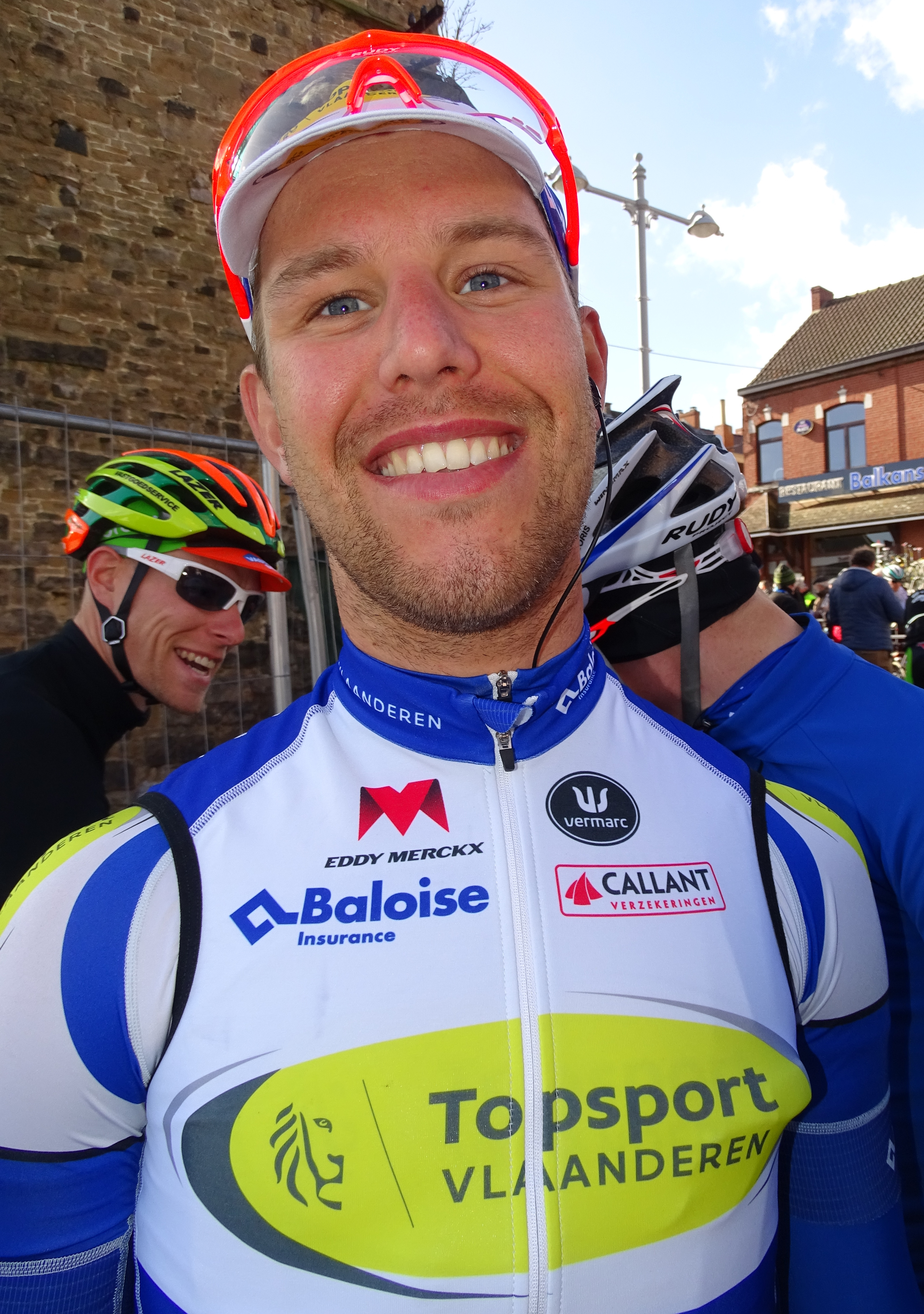
Jef Van Meirhaeghe.
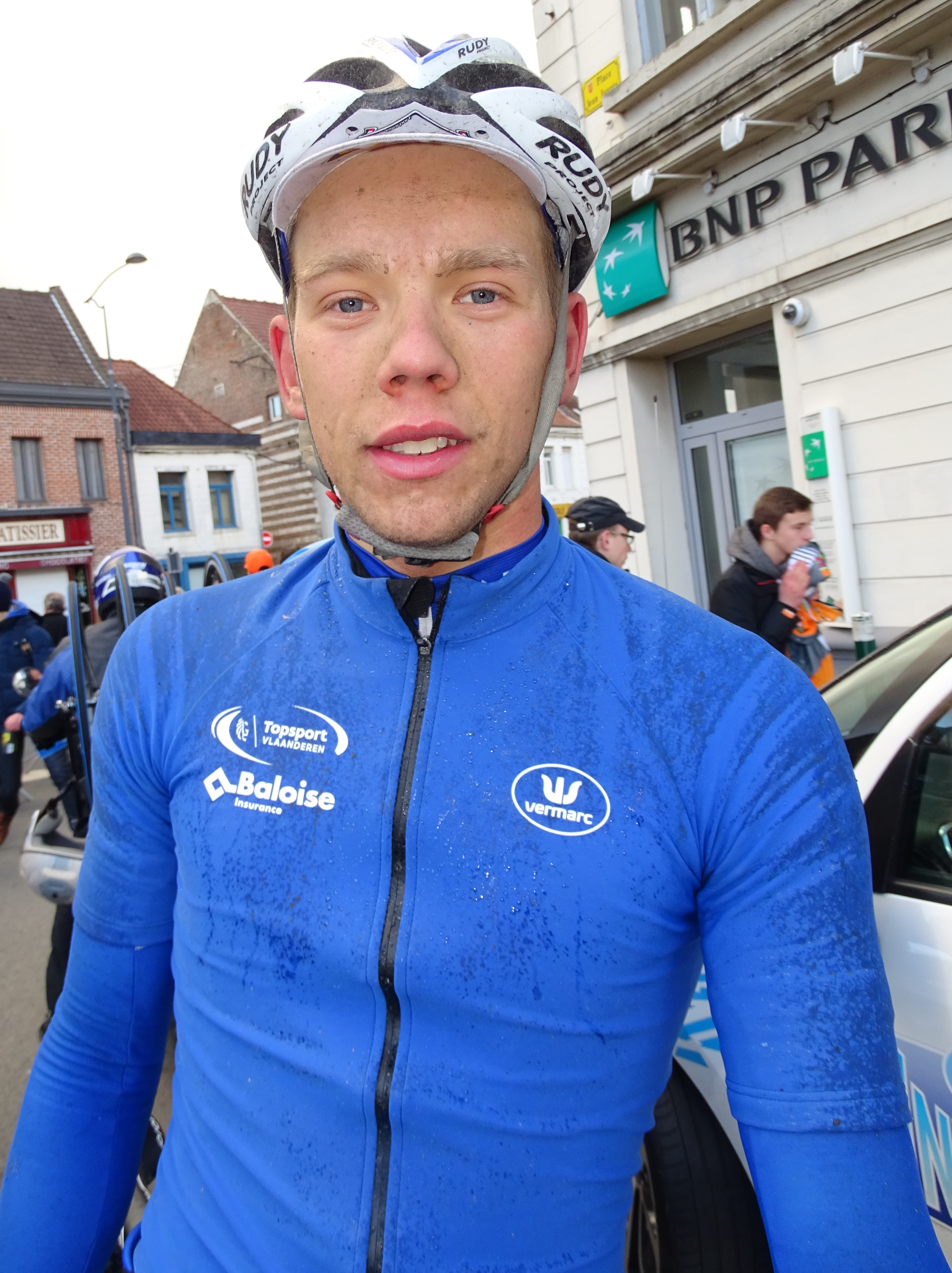
Kenneth Van Rooy.
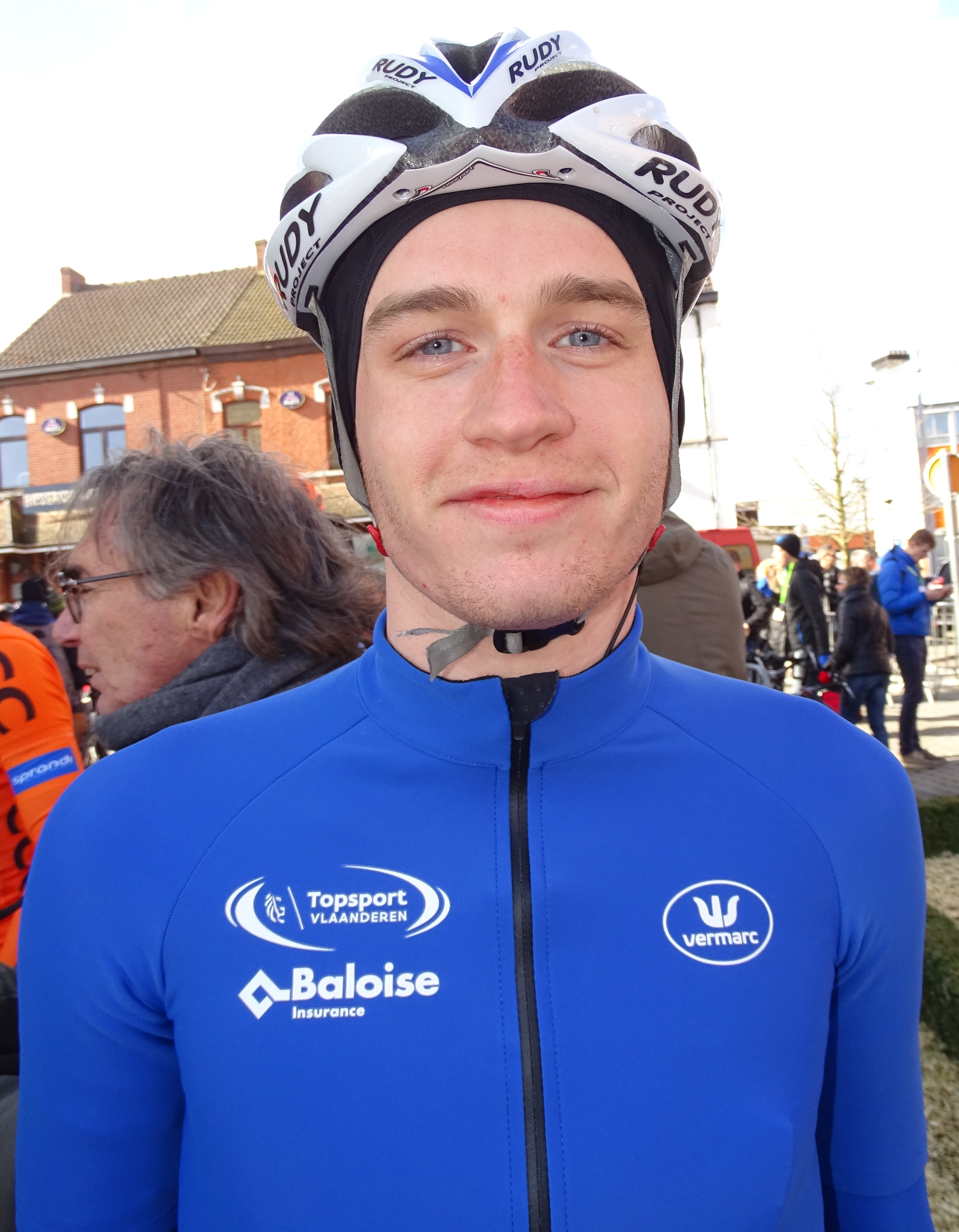
Otto Vergaerde.
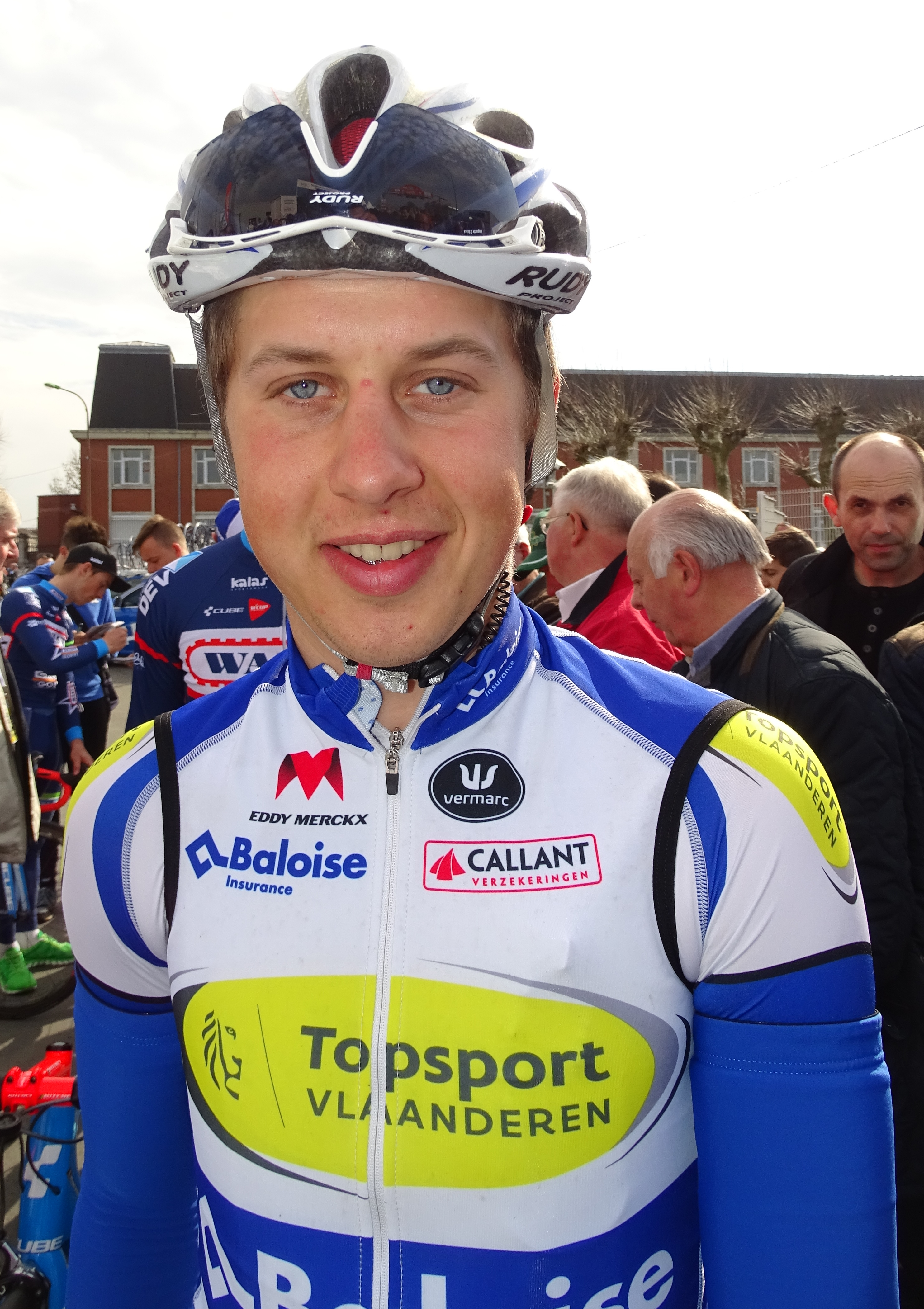
Jens Wallays.

## Bilan de la saison

### Victoires
| Date       | Course                                      | Pays     | Classe | Vainqueur            |
| ---------- | ------------------------------------------- | -------- | ------ | -------------------- |
| 06/03/2016 | Grand Prix de Lillers-Souvenir Bruno Comini | France   | 1.2    | Stijn Steels         |
| 27/08/2016 | Circuit Mandel-Lys-Escaut                   | Belgique | 1.2    | Pieter Vanspeybrouck |

### Résultats sur les courses majeures
Les tableaux suivants représentent les résultats de l'équipe dans les principales courses du calendrier international dans lesquelles l'équipe bénéficie d'une invitation (les cinq classiques majeures et les trois grands tours). Pour chaque épreuve est indiqué le meilleur coureur de l'équipe, son classement ainsi que les accessits glanés par Topsport Vlaanderen-Baloise sur les courses de trois semaines.

#### Classiques
| Classique            | Milan-San Remo | Tour des Flandres     | Paris-Roubaix         | Liège-Bastogne-Liège | Tour de Lombardie |
| -------------------- | -------------- | --------------------- | --------------------- | -------------------- | ----------------- |
| Coureur (classement) | Non invitée    | Gijs Van Hoecke (30e) | Gijs Van Hoecke (21e) | Floris De Tier (40e) |                   |

#### Grands tours
| Grand tour           | Tour d'Italie | Tour de France | Tour d'Espagne |
| -------------------- | ------------- | -------------- | -------------- |
| Coureur (classement) | Non invitée   | Non invitée    |                |
| Accessits            | -             | -              |                |